# Plynnon
Plynnon là một chi nhện trong họ Phrurolithidae.

## Các loài
- Plynnon jaegeri Deeleman-Reinhold, 2001
- Plynnon longitarse Deeleman-Reinhold, 2001
- Plynnon zborowskii Deeleman-Reinhold, 2001